# سيدي محمد لحمر (سيدي محمد لحمر)
سيدي محمد لحمر هي إحدى مشيخات المملكة المغربية، تتبع جغرافيا لإقليم القنيطرة وإداريًا لسيدي محمد لحمر. يقدر عدد سكانها بـ 16119 نسمة حسب الإحصاء الرسمي للسكان والسكنى لسنة 2004.